# Gunnar Hazelius
Gunnar Hazelius, född 17 mars 1874 i Stockholm, död där 26 februari 1905, var en svensk historiker.

## Biografi
Gunnar Hazelius var enda barnet till Artur Hazelius och Sofia Elisabet Grafström. Modern dog kort efter hans födelse och han var klen och sjuklig under uppväxten.
Hazelius blev filosofie licentiat vid Uppsala universitet 1901, men fick samma år efter faderns död överta ledningen av Skansen och skötte denna avdelning av Nordiska museet fram till sin egen död 1905. Skansen omhändertog han av pliktkänsla, men hans verkliga intressen var det moderna politiska livet och folkbildningen. Hazelius hade studerat för Harald Hjärne i Uppsala och tog intryck av dennes politiska grundlinjer. Han var tilltänkt som redaktör för en ny utgivning av den konservativa Svensk Tidskrift 1905, men då han gick bort samma år måste projektet skjutas upp till 1911.
Han skrev "Ett amerikanskt reformprogram för historieundervisningen i skolan# i Historisk tidskrift 1901 och Om patriotism och Om handtverksämbetena under medeltiden, utgivna (med biografisk inledning av Verner Söderberg efter hans död i Bidrag till vår odlings häfder (1906).
Gunnar Hazelius var gift med Gina Hazelius, född Broman, och de fick två döttrar, av vilka Gunnel Hazelius-Berg föddes efter hans död 1905. Makarna Hazelius är begravda på Solna kyrkogård.